# Ланнер, Йозеф
Йо́зеф Франц Карл Ла́ннер (нем. Joseph Franz Karl Lanner; 12 апреля 1801, Вена — 14 апреля 1843, Вена) — австрийский композитор, дирижёр и скрипач. Наряду с Иоганном Штраусом является основоположником венского вальса. Оставил после себя по меньшей мере 200 вальсов.

## Биография
Йозеф Ланнер родился в венском квартале Санкт-Ульрих. Научившись самостоятельно играть на скрипке, Ланнер начал играть в небольшом струнном оркестре Мишеля Памера, а в начале 1820-х гг. возглавил собственный струнный квартет, успех которого позволил ему к 1824 г. встать во главе небольшого оркестра. Этот оркестр, исполнявший танцевальную музыку на венских карнавалах и городских праздниках, быстро завоевал значительную популярность, так что Ланнер счёл возможным пригласить Иоганна Штрауса как своего помощника, для работы с другим оркестровым составом. Это был квинтет, в котором он играл на скрипке, а Иоганн Штраус на альте. Позднее пути двух музыкантов разошлись, и Штраус добился гораздо большей известности — отчасти в силу того, что активно концертировал в разных странах, тогда как Ланнер предпочитал выступать исключительно в Вене. Некоторое время спустя Йозеф Ланнер также взял на себя управление Венским полковым оркестром. 
Он умер в 1843 году, в возрасте 42 лет от тифа. Изначально его тело было захоронено в Обердёблинге, (нем. Oberdöbling), после чего оно подверглось эксгумации и было перезахоронено на венском Центральном кладбище, в братской могиле рядом с Иоганном Штраусом I и Иоганном Штраусом II.
Ланнер известен прежде всего как автор вальсов, медленных вальсов, галопов, попурри и маршей. Наиболее популярные вальсы Йозефа Ланнера — это «Der Pesther Walze», «Die Werber, Die Hofballtänze» и «Die Schönbrunner».
Ланнер известен как основатель классического венского вальса, ставшего самостоятельным танцевальным жанром. Именно в его произведениях были впервые обнаружены характерные для него структуры. Также Йозеф Ланнер наряду с Иоганном Штраусом являлся дирижёром известных венских танцевальных оркестров своего времени.
В 1828 году Йозеф Ланнер женился на Франциске Янс, с которой имел троих детей. Его сын, Август Ланнер — композитор, дочь, Катарина Ланнер — танцовщица. Его вторая дочь, Франциска Каролина Ланнер (1836—1853), скончалась рано. Брак с Франциской Янс был расторгнут по решению суда 21 сентября 1842 года. С 1838 года Йозеф Ланнер жил с дочерью мясника – Марией Краус. 6 октября 1843 года, уже после его смерти от тифа, на свет появился его сын – Карл Мария Краус.

## Творчество
Вальсы
- Die Schönbrunner op. 200
- Die Werber op. 103
- Die Mozartisten op. 196
- Trennungswalzer op. 19
- Krönungswalzer
- Die Kosenden
- Abend-Sterne op. 180
- Dampf-Walzer und Galopp op. 94
- Vermählungs-Walzer
- Blumen der Lust
- Die Neapolitaner
- Hofball-Tänze op. 161
- Pesther Walzer op. 93
- Mille Fleurs
- Die Schwimmer
- Prometheus-Funken
- Grätzer Walzer

Медленные вальсы
- Dornbacher Ländler op. 9
- Kirchweih
- Blumenfest

Галопы
- Hollabrunner
- Carriére

Попурри
- Capriciosa
- Musikalische Revue
- Die entfesselte Phantasie
- Musikalische Reisebilder